# Entrenador de Pokémon
En la franquícia Pokémon, un entrenador de Pokémon és una persona que captura Pokémon amb Poké Ball, els cria i els cuida. També entrena Pokémon per combatre contra altres entrenadors de Pokémon.
El terme també es pot utilitzar en un context més ample: és qualsevol persona que tingui almenys un Pokémon. En aquest sentit, la gent que té altres ocupacions relacionades amb Pokémon, com coordinadors o criadors de Pokémon, també pot ser considerada entrenadors de Pokémon.
Alguns entrenadors de Pokémon tenen una Pokédex, que els serveix per identificar i fer un seguiment dels Pokémon que l'entrenador ha vist o capturat. Un entrenador que ha omplert completament (amb algunes excepcions) la Pokédex s'anomena un Mestre Pokémon. A les sèries de dibuixos animats, el Pokédex ja conté la informació que necessita un entrenador necessita per identificar un Pokémon, però als videojocs, les dades estan buides i s'omplen gradualment a mesura que el jugador veu o captura Pokémon.
Molts entrenadors de Pokémon participen en competicions de la Lliga Pokémon de la seva regió. Per poder participar en aquestes competicions, un entrenador ha de guanyar un cert nombre de medalles de gimnasos de la regió en batalles.
En general, una persona comença a ser un entrenador de Pokémon a l'edat de 10 anys. Una autoritat elegida per la Lliga Pokémon regional, sovint un expert en Pokémon com el Professor Oak, pot donar a un entrenador potencial el seu primer Pokémon. En els videojocs, un segon entrenador, el rival, elegeix el Pokémon que té un avantatge de tipus contra el Pokémon elegit pel jugador.